# Кантер, Виллем
Виллем Кантер (нидерл. Willem Canter, Canther или Cantherus; 24 июля 1542, Леуварден — 5 июня 1575, Лёвен) — голландский филолог.
Опубликовал «Novarum Lectionum libri IV» (Базель, 1564, перепечатано Грутером в его «Thesaurus criticus», Франкфурт, 1604); «Fragmenta quaedam Ethica Pythagoreorum» (Базель, 1566); «Synesii orationes» (Базель, 1567); «Notae et emendatio in Ciceronis epistolas ad familiares» (Антверпен, 1568); «Euripidis opera cum brevibus notis» (Антв., 1571); «Notae in Ciceronem de officiis» (Антверпен, 1576). Полный список его трудов в «Trajectum eruditum» Гаспара Бурманна.